# Plataforma de malalties minoritàries
La Plataforma Malalties Minoritàries neix l'any 2000 quan la Fundació Doctor Robert - UAB, a través del seu director el Dr. Torrent-Farnell, crea l'àrea de malalties minoritàries (MM) amb l'objectiu de dotar aquest col·lectiu de més visibilitat i cercar sinèrgies que facilitin el seu reconeixement a l'ambit sociosanitari i a la societat.
És una de les principals entitats que treballen en aquest àmbit juntament amb la Federació Catalana de Malalties Minoritàries i la Federació Espanyola de Malalties Rares. Es calcula que unes 400.000 persones pateixen una malaltia minoritària a Catalunya.
La directora de la Plataforma Malalties Minoritàries és la Iolanda Albiol.

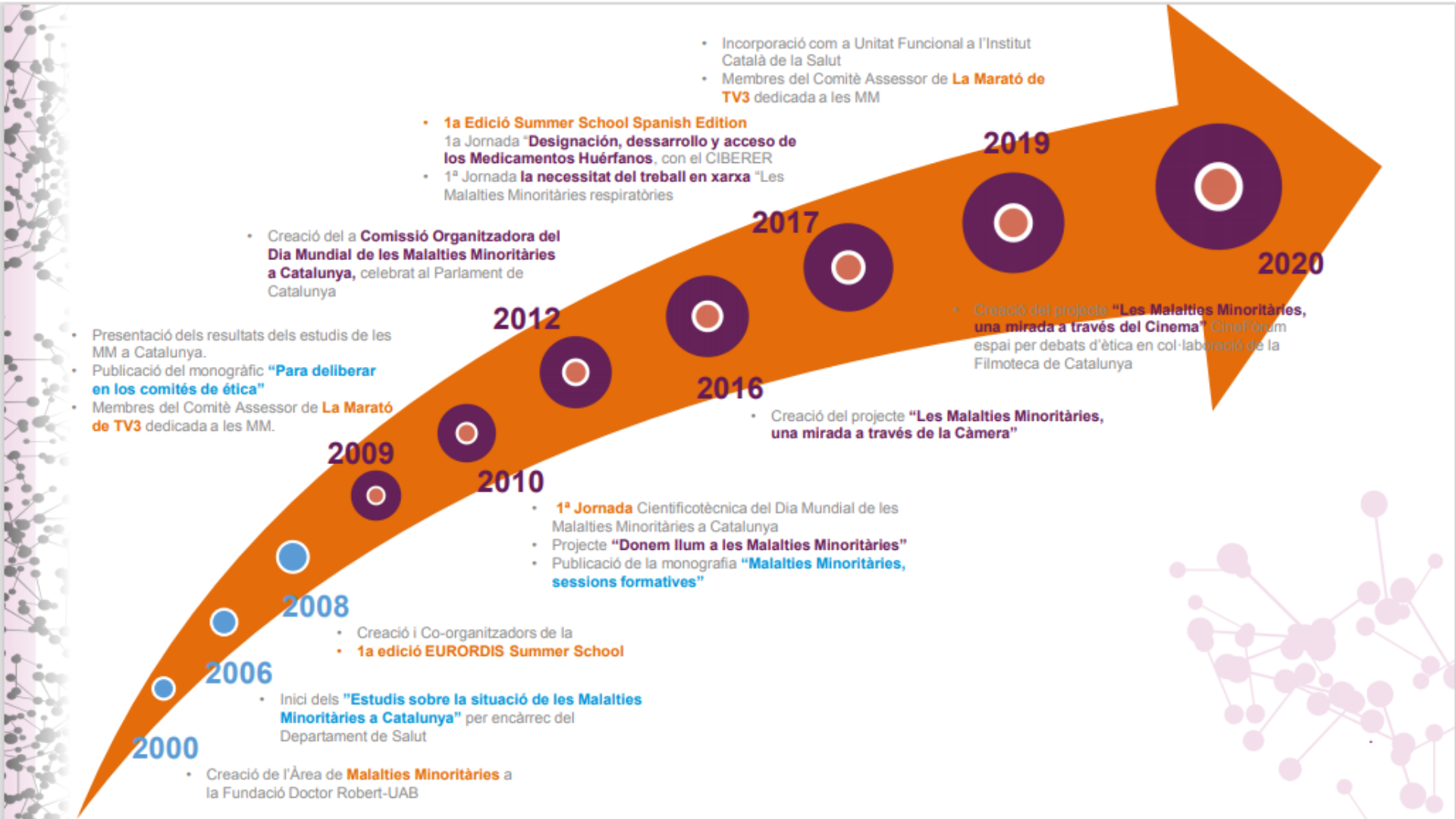
Trajectòria de la Plataforma Malalties Minoritàries

Ha participat en l'organització de diverses activitats per sensibilitzar sobre les malalties minoritàries. Per exemple, el 2015 una jornada a l'Hospital de la Santa Creu i Sant Pau amb el títol "Dia a dia, colze a colze, tots junts fem pinya". També va impulsar una jornada sobre malalties minoritàries al Parc Taulí l'abril del 2018.